# 挑夾棋
挑夾棋，是流傳於中國的一類兩人傳統棋類的總稱，吃法方式為夾吃與挑吃，規則、棋名與棋盤隨各地略有不同，許多也稱為五子棋。

## 棋具
- 棋盤為五路、五花，或是後者再加上有十字的菱形。
- 每方各十到九顆棋子。

## 通規
- 每方五枚棋子初始佈置於己方底橫行，其他己棋備用。
- 每方輪流将一枚己棋沿線移動任意格數至空棋位，不得越子、或轉彎。
- 行棋時主動在同線上排成以下三子連線的排列之一就把該些敵子移除，並在該棋位補放同數量己子。有些地方規定兩端需皆無其他棋子。
  - 夾換：兩枚己棋夾住一枚敵棋。
  - 挑換：一枚己棋至兩枚敵棋中間。
- 消滅對方所有棋子或使敵方不能移動獲勝。
- 棋盤若接一個內有十字的菱形，則敵棋剩下一枚時則無法移除。須將該子趕至菱形頂端不能移動才獲勝。

## 各地類型

### 五路棋盤

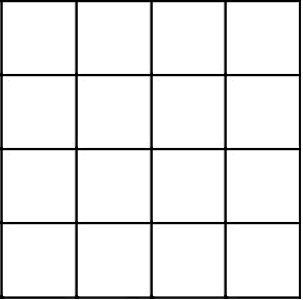

#### 五子飛
- 流傳於湖南邵陽。
- 敵棋剩下一枚時則無法移除，若同時移除兩枚則留一枚給敵方。須將該子趕至角部不能移動才獲勝。[6]

#### 夾子挑擔
- 流傳於河南林州市。
- 《林县民俗志》記載每方多一枚放於各方次底行的最右點。
- 夾換、擔換若又造成同樣被夾換、挑換，繼續移除敵棋，直到條件不合。[7][8]

### 五花棋棋盤

五花棋棋盤

#### 挑夾棋、五子棋
- 也可稱為「五子棋」。
- 棋盤可再加內有十字的菱形，代表和尚頭。
- 夾換、挑換時，兩端需皆無其他棋子。
- 敵棋剩下二枚無法用挑換，敵棋剩下一枚無法用夾換。稱為「二子不挑」、「獨子不夾」。須將該子不能移動才獲勝。[1]

#### 挑擔
- 流傳於在北京延慶。
- 棋盤可再加內有十字的菱形，代表附秤。
- 夾換、挑換時，兩端需皆無其他棋子。[9]

#### 五路挑夹
- 在江蘇稱為「五路挑夹」[10]，也有地方叫「五路夹担挑」[11]，敦煌稱為「夾五馬」[12]，布依族稱為「竞勒升」[13]。
- 夾換、挑換若又造成同樣被夾換、挑換，繼續移除敵棋，直到條件不合。敦煌有「双夹」、双担、套夹、套担、连夹带担、连担带夹等術語[12]；布依族有「夹吃」、「挑吃」、「连夹带挑」等術語[13]。

### 加菱形的棋盤

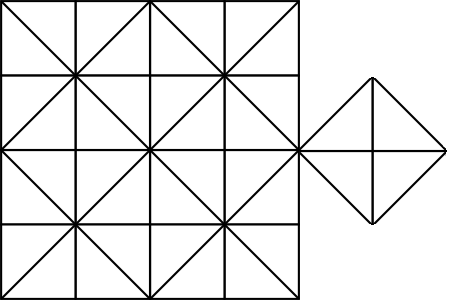
五花棋加內有十字的菱形

#### 挑夾棋、五路擔、憋葫芦、五路担夹、橫豎五道、五馬棋
也可稱為「和尚棋」，菱形象徵和尚頭；在石家庄稱「五路擔」、「憋葫芦」，菱形象徵葫蘆；魯西稱為「进古楼」，菱形象徵古樓。其他稱呼也有，如平山稱為「五路担夹」，在遼寧锦州靠山屯稱為「横竖五道」，仡佬族稱為「五馬棋」並列入貴州省級非物质文化遗产。
- 夾換、挑換時，兩端需皆無其他棋子。有子時的術語，在靠山屯稱為「有尾巴」[17]，布依族則稱為「不等重不挑」[20]。
- 敵棋剩下二枚無法用挑換，敵棋剩下一枚無法用夾換。布依族稱為「二子不挑」、「一子不夹」[20]。

#### 五洲钻夜壶
- 流傳於山東郯城縣，菱形象徵夜壶。
- 另有頂棋的吃法，並將該子換成己棋。[21]

#### 五馬棋
- 流傳於贵州務川，菱形象徵廟宇。
- 每方七枚棋子初始佈置於己方最近的底行，與次底行兩側邊。
- 夾吃、挑吃時，兩端需皆無其他棋子，分別稱為「旮」、「挑」。
- 另有頂棋的吃法，稱為「打」。[22]

#### 五碼子
- 菱形象徵廟宇。
- 當成功夾吃、挑吃，再得一回合，直到條件不合。[23][24][25]

#### 挑擔
- 流傳於在北京延慶縣，菱形象徵附秤。
- 夾換、挑換時，兩端需皆無其他棋子。
- 若挑吃敵方最後兩枚，則留一枚給敵方。
- 棋只剩一枚時，並在附秤內（不包含連接處），則前者可沿這條連菱形的主軸線移動任意步，不可轉彎，可穿越棋子。[9]

### 加菱形並連角的棋盤

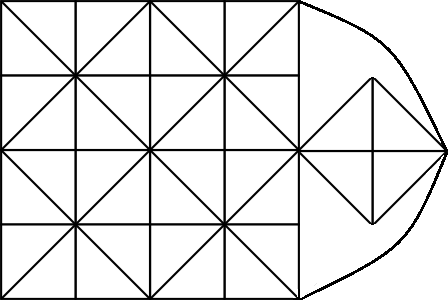
棋盤

#### 拿王倫、担担子、倒高粱茬、五棋、辘轳棋
在山東聊城的临清、阳谷等稱為「拿王倫」，也有地方称「担担子」、「倒高粱茬」、「五棋」等，棋盤正方形邊象徵临清城的磚城，菱形象徵汪家住宅，菱形頂點往兩邊以半圓弧線接正方形兩邊角，象徵土城；在河南方城稱為「走古路」，菱形象徵山脊；河北吴桥稱為「辘轳棋」，菱形象徵牾。
- 在菱形頂端可沿線至角邊。
- 夾換、挑換時，兩端需皆無其他棋子。[26][27]

## 外部連結
- 五子飛線上遊戲(規則為無附秤的挑擔)
- 五路挑夾APP遊戲下載 （页面存档备份，存于）